# Убийство Латаши Харлинс
Латаша Харлинс (англ. Latasha Harlins) (1 января 1976, Ист-Сент-Луис, Иллинойс, США — 16 марта 1991, Лос-Анджелес, Калифорния, США) — афроамериканская школьница, убитая в возрасте 15 лет 49-летней владелицей круглосуточного магазина корейского происхождения Сун Джа Ду (кор. 두순자). Ду предстала перед судом и была признана виновной в умышленном убийстве, частично на основании записей с камер наблюдения. Судья приговорил её к 10 годам тюремного заключения, но приговор был обжалован, в результате реальный срок был заменён на условный с пятилетним испытательным сроком, а также было назначено дополнительное наказание — 400 часов общественных работ и выплата возмещения в размере 500 долларов, а также расходов на похороны Харлинс. Широкой общественностью приговор был расценён как чрезвычайно мягкий, а неудавшаяся апелляция, как сообщается, способствовала беспорядкам в Лос-Анджелесе в 1992 году, особенно нападениям на Корейский квартал Лос-Анджелеса. Убийство Харлинс произошло через 13 дней после публикации видеозаписи избиения Родни Кинга.

## Жизнь
Латаша Харлинс родилась 1 января 1976 года в Ист-Сент-Луисе, штат Иллинойс, в семье Кристал Харлинс и Сильвестра «Вестера» Акоффа-старшего. У Латаши был младший брат Вестер Акофф-младший, а также младшая сестра Кристина. В 1981 году семья переехала из Иллинойса в южный Лос-Анджелес. В 1982 году, когда Латаше было шесть лет, её отец устроился на работу на сталелитейный завод, а её мать работала официанткой в местной закусочной. Они жили рядом с перекрёстком 89-й улицы и Бродвея, всего в нескольких кварталах от того места, где Латаша будет убита десять лет спустя.
Акофф-старший, как известно, оскорблял Кристал, нападал и избивал её на глазах у Латаши и её младших брата и сестры. Их нестабильный брак распался в 1983 году. 27 ноября 1985 года Кристал была жестоко застрелена возле ночного клуба Корой Мэй Андерсон, новой девушкой Акоффа. Латаша с братом и сестрой осталась на попечении их бабушки по материнской линии, Рут Харлинс. Известно что Латаша очень уважала и любила свою мать. В средней школе Латаша занималась лёгкой атлетикой и была в списке почётных учеников. На момент своей смерти в 1991 году Латаша училась в средней школе Вестчестера. Она мечтала стать юристом и увлекалась баскетболом. Её лучшая подруга Тайби О'Бард, которую она спасла от утопления в день их знакомства, отметила, что она часто «играла со старшими мальчиками». Латашу называли «старшей сестрой района». Она была похоронена рядом со своей матерью на кладбище Парадайз в Санта-Фе-Спрингс.

## Смерть
Алкогольный магазин «Empire Liquor», принадлежащий Сун Джа Ду, был расположен на пересечении 91-Уэст-стрит и Саут-Фигероа-стрит, в районе Вермонт-Виста, на юге Лос-Анджелеса. Обычно в нём работали муж и сын Ду. Однако в то утро, когда произошла стрельба, Ду работала за прилавком, а её муж отдыхал на улице в фургоне.
Незадолго до 10:00 утра в субботу, 16 марта, Харлинс вошла в магазин. Ду заметила, как она положила в рюкзак бутылку апельсинового сока за 1,79 доллара. Ду пришла к выводу, что Харлинс пыталась его украсть, и не увидела денег, которые Харлинс держала в руке. Ду утверждала, что спросила Харлинс, намерена ли она платить за апельсиновый сок, на что она якобы ответила: «Какой апельсиновый сок?» Два очевидца — 9-летний Исмаил Али и его 13-летняя сестра Лакеша Комбс — оспорили это утверждение, заявив, что Ду немедленно обвинила Харлинс в попытке кражи, на что, по их словам, Харлинс ответила, что намеревалась заплатить за сок. Поговорив с двумя присутствовавшими очевидцами и просмотрев видеозапись инцидента, записанную камерой наблюдения магазина, полиция пришла к выводу, что Харлинс всё-таки намеревалась заплатить за напиток. На видеозаписи видно, как Ду схватила Харлинс за свитер и выхватила у неё рюкзак. Харлинс дважды ударила Ду кулаком, сбив её с ног. После того, как Харлинс отступила, Ду сердито швырнула в неё табуреткой. Харлинс попыталась убежать, но Ду залезла под прилавок, достала револьвер и выстрелила в Харлинс сзади с расстояния примерно одного метра. Выстрел попал девушке в затылок, мгновенно убив ее. Муж Ду, Билли Хынг Ки Ду, услышал выстрел и вбежал в магазин. Поговорив со своей женой, которая перед тем, как потерять сознание, спросила о местонахождении Харлинс, он набрал номер 9-1-1, чтобы сообщить о попытке ограбления.

## Расследование
Во время следствия Сун Джа Ду заявила, что стрельба была совершена в целях самообороны и что, по её мнению, её жизнь была в опасности. Но её показания противоречили показаниям двух свидетелей, присутствовавших в то время в магазине, а также видео с камеры наблюдения магазина, на котором видно, как Ду стреляет Харлинс в затылок, когда она отошла от неё и попыталась покинуть магазин. В отчёте по баллистике Департамента полиции Лос-Анджелеса также было обнаружено, что пистолет, который использовала Ду, был модифицирован таким образом, что для выстрела требовалось гораздо меньшее давление на спусковой крючок, чем у стандартной модели.

### Приговор
15 ноября 1991 года присяжные установили, что решение Ду выстрелить из пистолета было полностью сознательным и добровольным. Присяжные признали Ду виновной в умышленном убийстве при смягчающих обстоятельствах, за которое предусмотрено максимальное наказание в виде тюремного заключения сроком до 16 лет. Однако судья первой инстанции Джойс Карлин приговорила Ду к 10 годам лишения свободы условно с испытательным сроком пять лет, 400 часам общественных работ, а также выплате штрафа в размере 500 долларов и возмещении расходов на похороны Харлинс.
Судья Карлин предположила, что в убийстве Харлинс были смягчающие обстоятельства. Она заявила: «Г-жа Ду отреагировала неадекватно? Абсолютно. Но была ли эта реакция понятна? Я думаю, что да». Карлин добавила: «Сейчас не время для мести… и независимо от того, какой приговор вынесет суд, госпожа Ду будет подвергаться наказанию каждый день до конца своей жизни». Суд также заявил, что Ду застрелила Харлинс будучи под влиянием эмоций, и счёл маловероятным, что Ду когда-либо снова совершит серьёзное преступление. Более того, Карлин считала, что способность Ду действовать рационально в ситуации была подорвана её опытом прошлых ограблений.

### Апелляция
Позже, 21 апреля 1992 года, примерно за неделю до начала беспорядков в Лос-Анджелесе, апелляционный суд штата единогласно оставил в силе решение судьи Карлин со счётом 3—0. В июле 1992 года брат и сестра Латаши получили компенсацию в размере 300 000 долларов США по гражданскому иску, поданному против Сун Джа Ду, которая была выплачена за счёт страховки магазина.

## Последствия
Инцидент и мягкий приговор суда усугубили существующую напряжённость между афроамериканцами и корейскими торговцами, работавшими в южном Лос-Анджелесе. Позднее некоторые представители общественности и активисты истолковали эту напряжённость как один из катализаторов беспорядков в Лос-Анджелесе в 1992 году. По оценкам мэрии Лос-Анджелеса, 65 процентов всех предприятий, подвергшихся вандализму во время беспорядков, принадлежали корейцам. 17 августа 1991 года, когда Ду ожидала суда, в её магазине произошёл небольшой пожар.
Во время беспорядков 1992 года магазин Ду был разграблен и сожжён, после чего он больше никогда не работал. Позже он был вновь открыт, но уже с другим названием и владельцем.

### Влияние на отношения чернокожих и корейцев
После резонансного расстрела Латаши Харлинс отношения между чернокожей и корейской общинами продолжали быстро ухудшаться. Несмотря на вмешательство лидеров обеих общин, время после смерти Латаши Харлинс характеризовалось бойкотами, напряжёнными дебатами, а также поджогами и новыми убийствами в магазинах. Хотя напряжённость из-за убийства Харлинс возросла в геометрической прогрессии, корни конфликта были заложены ещё за много лет до убийства.
Начиная с 1970-х годов, корейские иммигранты стали всё чаще открывать магазины в чернокожих районах. С тех пор они стали объектом гнева как со стороны чернокожих предпринимателей, так и со стороны покупателей, с противоречивыми заявлениями со стороны обеих групп. Со стороны покупателей звучали обвинения в умышленном завышении цен, а со стороны предпринимателей — в умышленном занижении и демпинге.
В 1984 году, за семь лет до убийства Харлинс, в газете для чернокожих была опубликована редакционная статья, призывающая бойкотировать корейские магазины и утверждающая, что любой чернокожий человек, зашедший туда, является «предателем». Корейские иммигранты покупали свои магазины в чёрных кварталах, особенно в Южном Лос-Анджелесе, потому что недвижимость была значительно дешевле, чем в других районах. Недоверие, возможно, зашло ещё дальше, потому что автор той же редакционной статьи вопрошает: «Реальный вопрос в том, почему моему брату вышибли мозги, сражаясь за этих корейцев?», имея в виду Корейскую войну. Кроме того, причиной части разногласий были устоявшиеся в обществе стереотипы: чернокожих людей часто называли экономически зависимыми, а корейцев и других азиатов часто называли эксплуататорами.
Напряжённость продолжала нарастать, особенно после того, как полицейских признали невиновными в избиении Родни Кинга. Эти события считаются одними из причин начала разрушительных беспорядков, которые начались 29 апреля и продолжались до 4 мая 1992 г. Многими объектами грабежей и разрушений были корейские магазины; более двух тысяч из них были сожжены или разграблены. Хотя эта этническая напряжённость не привела к широкомасштабному насилию, по состоянию на 1996 год отношения между корейцами и чернокожим сообществом всё ещё оставались натянутыми. В последние годы отношения между общинами улучшились: молодое поколение корейцев часто контактировало с чернокожими и в некоторых случаях даже организовывало протесты в поддержку движения Black Lives Matter летом 2020 года.

### Беспорядки 1992 года
Убийство Харлинс было одним из многих событий, которые привели к беспорядкам в 1992 году. В глазах многих членов чернокожего сообщества то, что Су Джа Ду не получила тюремного срока за своё преступление, было серьёзной несправедливостью. Хотя присяжные признали Ду виновной в непредумышленном убийстве, за которое обычно предусмотрено максимальное наказание в виде 16 лет тюремного заключения, судья Джойс Карлин оставила её на свободе. Это разозлило многих представителей чёрного сообщества. После вынесения приговора по делу Родни Кинга в Лос-Анджелесе начались массовые беспорядки.

### Судьба судьи Карлин
Решения Карлин по этому делу побудили окружного прокурора Лос-Анджелеса Айру Райнера запретить ей рассматривать дела со ссылкой на закон об отстранении судьи от должности. Оправдывая свою директиву, он сказал: «Это была настолько ошеломляющая судебная ошибка, что судья Карлин потеряла общественное доверие и не может больше рассматривать уголовные дела».
Акции протеста были направлены в том числе и на судью и пересмотр дела. Дениз Харлинс, тётя Латаши Харлинс по материнской линии, возглавила акции протеста возле дома Карлин и здания суда. Протестующие отметили, что через неделю после смерти Латаши Харлинс житель Глендейла получил более суровый приговор, чем Ду, за то, что избил собаку. После того, как газета Los Angeles Times поддержала одного из оппонентов кампании по переизбранию Карлин, она написала в газету письмо, в котором заявила: «[Если] судьям придётся оглядываться через плечо, когда они решают дело, ориентируясь на политические тенденции, чтобы вынести политкорректный вердикт — тогда судебная система и свободы, которые она гарантирует, будут разрушены». Родственники Харлинс ежегодно проводили пикеты возле дома Ду в годовщину вынесения ей приговора.
Дениз Харлинс прервала церемонию награждения адвоката Ду Чарльза Ллойда в отеле «Билтмор», на которой также присутствовали Карлин и сын Ду. Кроме того было отменено решение о переизбрании Карлин на должность главы окружного суда. После этого инцидента Карлин перешла работать в суд по делам несовершеннолетних, о переводе в который она просила ещё до дела Ду. «Для меня большая честь провести последние 20 лет на службе обществу, но теперь я хочу посвятить время своей семье», — написала Карлин, уходя на пенсию  в 1997 году. Узнав об отставке, Дениз Харлинс заявила: «Я рада слышать, что она ушла на пенсию. Но она должна была уволиться ещё раньше». После ухода на пенсию Карлин использовала фамилию мужа Фэйи.

## В популярной культуре

### В музыке
В 1993 году хип-хоп исполнитель Тупак Шакур выпустил песню «Keep Ya Head Up», посвящённую Латаше Харлинс. После этого Шакур часто упоминал Харлинс в своих песнях, в том числе в таких треках, как «Something 2 Die 4 (Interlude)», «Thugz Mansion», «I Wonder If Heaven Got a Ghetto», «White Mans world», «Hellrazor» и «N.I.G.G.A.».
Рэпер Ice Cube написал песню «Black Korea», посвящённую этому инциденту, которая вошла в его альбом Death Certificate.
Певец и автор песен Габриэль Кахане написал песню «Empire Liquor Mart (9127 S. Figueroa St.)» для альбома The Ambassador (2014)у, в которой рассказывается история жизни и убийства Харлинс.

### В литературе
Роман Стефа Ча «Ваш дом заплатит» рассказывает о финальном этапе расследования убийства 16-летней афроамериканской девушки в южной части Лос-Анджелеса. Этот вымышленный рассказ был основан на убийстве Латаши Харлинс и его последствиях как для её семьи, так и для семьи стрелка.
В своей книге «Американская мечта» Сапфир написала стихотворение «Странный сок», посвящённое убитой девушке.

### В кинематографе
Короткометражный документальный фильм «О Латаше с любовью» режиссёра Софи Нали Эллисон частично рассказывает о жизни Латаши Харлинс, опираясь на воспоминания её кузины и лучшей подруги. Он был номинирован на премию Оскар за лучший короткометражный документальный фильм на 93-й церемонии вручения премии в 2021 году.

## Память
В 1998 году Ассамблея штата Калифорния провозгласила 29 апреля Днём Латаши Харлинс.
В начале 2021 года перед Рекреационным центром Элджина Саттона была открыта фреска, посвящённая Латаше Харлинс. Фреска была создана художницей Викторией Кассиновой.